# Protochthebius jendeki
Protochthebius jendeki är en skalbaggsart som beskrevs av Manfred A. Jäch 1997. Protochthebius jendeki ingår i släktet Protochthebius och familjen vattenbrynsbaggar. Inga underarter finns listade i Catalogue of Life.